# Mademoiselle Monk
ou la Génération des événements
Mademoiselle Monk est un essai du journaliste et homme politique français Charles Maurras publié originellement le 14 juillet 1902 dans la Gazette de France avant d'être repris en 1905 dans L'Avenir de l'intelligence. Le texte est ensuite édité à part en 1923 et préfacé par André Malraux. Maurras revient sur le rôle joué par Aimée de Coigny auprès de Talleyrand lors de la Restauration en 1814.

## Présentation

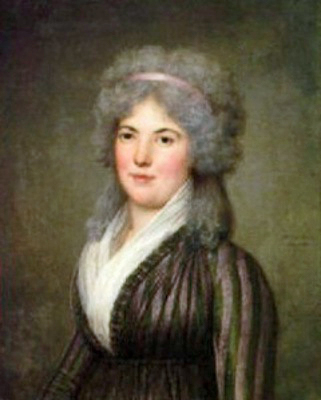
Aimée de Coigny (1769-1820), personnage principal de Mademoiselle Monk.

Aimée de Coigny, salonnière française, a été convertie à la royauté par son amant Bruno-Gabriel de Boisgelin, agent du comte de Provence, le futur Louis XVIII. Dans ses Mémoires, cette femme du monde relate comment elle a influencé Talleyrand jusqu'à le rallier à la monarchie en 1814 à la fin de l'Empire,.

« La Restauration résulta d'un heureux concours de circonstances : la connivence imprévisible entre Aimée de Coigny et Talleyrand. »

Maurras s’inspire donc de ces Mémoires et relate étape par étape le ralliement de l'intéressée à la cause royale grâce aux arguments de Boisgelin. De plus, il cite l'exemple du général Monck. Après la mort du Lord protecteur Olivier Cromwell, le général Monck réalise l’exploit de restaurer le roi catholique Charles II sur le trône anglais sans verser une seule goutte de sang le 1er mai 1660. L'idée selon laquelle Aimée de Coigny aurait convaincu Talleyrand de favoriser le retour de Louis XVIII lui vaut ainsi le surnom de « Mademoiselle Monk ».
Maurras se réfère aussi au texte La Jeune captive d'André Chénier, poème qui évoque la figure de sa muse, Aimée de Coigny. L'exemple de cette femme devient dès lors « une preuve vivante de ce que les personnes résolues, attentives à empoigner la chance, sont capables de réaliser l'improbable ».

## Autour du livre
André Malraux rédige une préface élogieuse à l'égard de Charles Maurras.
En 1927, lors de l'évasion de la prison de la Santé, les deux fugitifs Léon Daudet et Joseph Delest sont hébergés par le Comte Robert de Kergueven, au château de Vigny (Seine-et-Oise), maison d'enfance d'Aimée de Coigny. Cette coïncidence est remarquée par Charles Maurras.
Les exemples du général Monck et de Talleyrand sont de nouveau employés dans le livre Si le coup de force est possible de Charles Maurras et Henri Dutrait-Crozon.